# Кричун Петро Михайлович
Кричун Петро Михайлович (6 квітня 1979 р., с. Рожнів) — колишній головний редактор газети «Все про бухгалтерський облік» 

## Біографія
Народився 6 квітня 1979 року (в с. Рожнів Косівського району Івано-Франківської області). За національністю українець. Батько — Кричун Михайло Васильович (1945—2006), колишній водій Джурівського хімзаводу «Ватра». Мати — Кричун Марія Петрівна (1952—1999), кухар. Дружина — Кричун Юлія Ярославівна (1984) — психіатр; виховує доньку (2007 р.)
1996 рік — закінчив Рожнівську загальноосвітню школу I-III ступенів;
2001 рік — закінчив Тернопільську академію народного господарства;
2001-2002 роки — економіст з планування 1-ї категорії в Косівському вузлі поштового зв'язку;
2002-2004 роки — помічник бухгалтера-експерта в редакції газети «Все про бухгалтерський облік»;
2004-2007 роки — бухгалтер-експерт газети «Все про бухгалтерський облік»;
2008 рік - закінчив Академію адвокатури України, спеціальність «Правознавство».
2005-2009 — аспірант кафедри аудиту Київського національного економічного університету ім. В. Гетьмана.
2008 - 2012 роки — головний редактор газети «Все про бухгалтерський облік».

## Нагороди
У 2010 році отримав подяку Міністерства фінансів України.

## Захоплення
Література, історія.